# Skáld-Helga saga
Skáld-Helga saga (Sagan om Skald-Helge) är en nu förlorad islänningasaga från 1300-talet. Sagans handling utspelade sig på Island, Grönland, i Rom och i Norge under 1000-talets första hälft och dess huvudperson var skalden Helge Tordsson (Helgi Þórðarson) från Borgarfjörður på Island. På 1400-talet sattes sagan på vers av en okänd rimadiktare, och dessa rimor är nu vår enda källa till det ursprungliga innehållet i Skáld-Helga saga.
Ett försök att återskapa den förlorade sagan gjordes på 1820-talet av den märklige autodidakten Gísli Konráðsson. Denna nya Skáld-Helga saga – vari författaren även inkluderat släktuppgifter från Landnámabók – finns utgiven i första bandet av Guðni Jónssons Íslendinga sögur, 1946.